# 湖風
湖風（こふう）とは、湖や沼、池などの周辺で見られる特徴的な風のこと。湖から陸地へ向かって吹く風を指し、反対に陸地から湖へ向かって吹く風を陸風（りくふう、りくかぜ）と呼ぶ。池風（いけかぜ、ちふう）、沼風（ぬまかぜ、しょうふう）とも。

## 概要
ある程度の面積を持った湖になると、湖の水が周囲の陸地よりも比熱が大きい（温まりにくく冷めにくい）ため、湖と陸地の間で温度差が生じ、それが気圧差となり、やがて風を生む。これは海と陸の間で起こる海陸風と同じ原理で、昼間は湖から陸地へ、夜間は陸地から湖へと風が吹く。
しかし、海の場合とは異なり、湖はスケールが小さいため、湖風や陸風も弱く、普段はその地域全体に吹いている風（一般風）に打ち消されてしまう。風が弱く天気が安定しているようなときにしか見られないのが普通である。ただ、湖の規模が大きい場合や、湖の周囲を高い山が囲んでいる場合などは、その規模の一般的な湖に比べて湖風や陸風が強くなる。これは、気圧差のスケールが大きくなったり、山谷風が加わったりすることによる。
日本でも、滋賀県の琵琶湖(670.33 km²) などの大きな湖において、湖風や陸風の定期的な入れ替わりと循環があることが学術的に確認されている。